# Commanderij Nieuwen Biesen
Nieuwen Biesen was een commanderij van de ridders van de Duitse Orde in de Nederlandse stad Maastricht. De commanderij behoorde tot de balije Biesen. Hoewel in principe ondergeschikt aan de landcommanderij Alden Biesen in Bilzen, functioneerde Nieuwen Biesen vaak zelf als landcommanderij. De commanderij werd in 1795 opgeheven. Van het eertijds imposante gebouwencomplex aan de Maas resteert vrijwel niets. Op het terrein bevindt zich thans de Sappi-papierfabriek.

## Geschiedenis

### Stichting en vroege ontwikkeling (ca. 1360-ca. 1420)

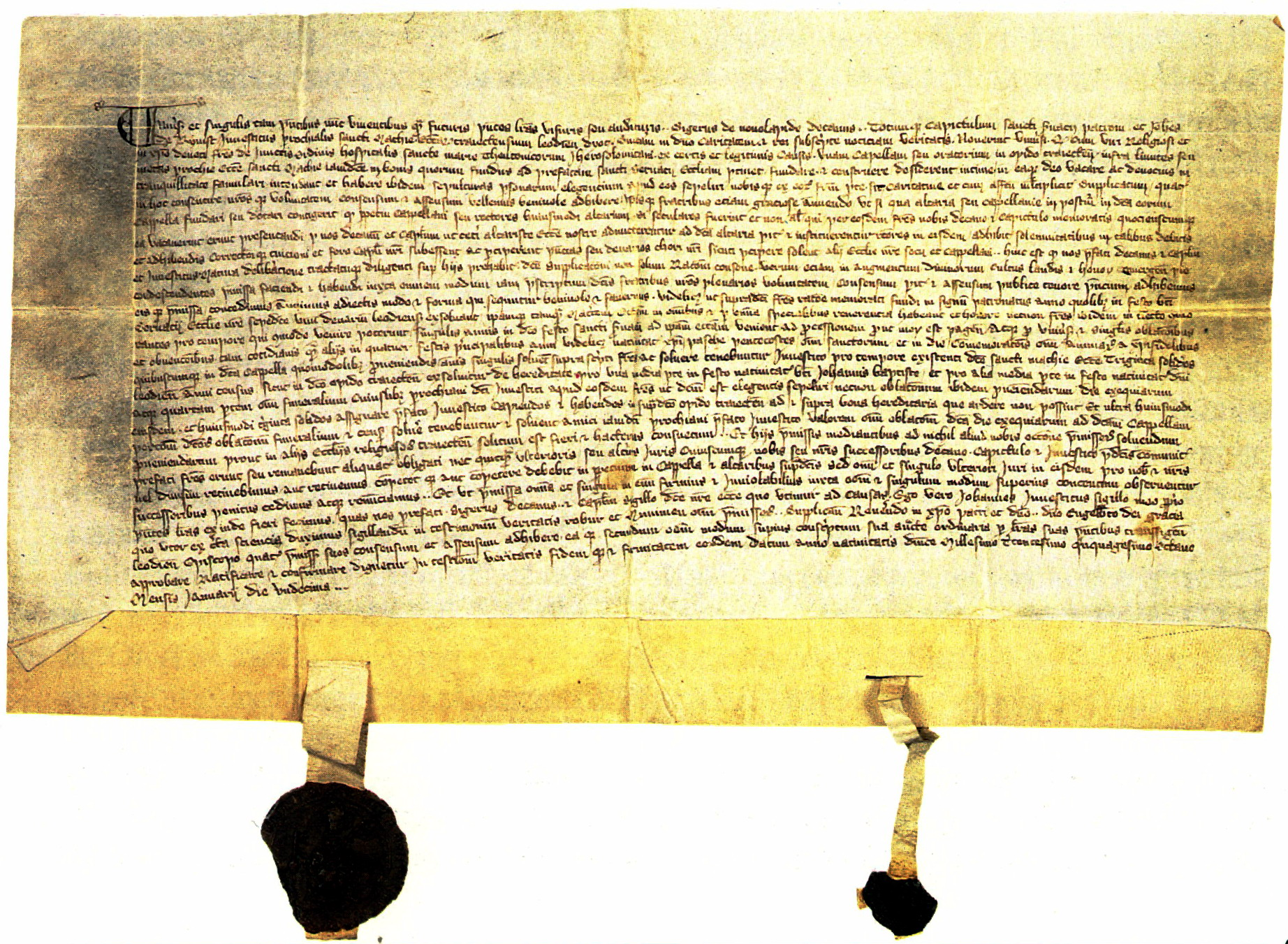
Oorkonde uit 1358 waarin het kapittel van Sint-Servaas en de pastoor van de Sint-Matthijskerk toestemming geven aan de Duitse ridder voor de bouw van een kapel

De oudste betrouwbare bron over de aanwezigheid van de ridders van de Duitse Orde in Maastricht dateert uit 1282, toen hertog Jan I van Lotharingen "de broeders van het Duitse Huis" vrijstelling gaf van tolbetalingen in Maastricht. Of zij toen al een eigen Ordehuis hadden in de stad, is daaruit niet af te leiden. De ridders bezaten reeds voor de bouw van de commanderij (vanaf ca. 1360) te Maastricht onroerend goed in de stad. In de loop der eeuwen waren zij eigenaar van huizen, percelen of andere bezittingen in de Hoenderstraat, de Grote of Kleine Gracht, de Jodenstraat, de Lenculenstraat, de Witmakersstraat en de (Grote?) Looiersstraat. Even buiten Maastricht verwierven zij omstreeks 1500 het 'casteel Limale' (thans kasteel Bethlehem in de buurt Limmel).
De bouw van een kapel of kerk van de Duitse Orde in het noordoostelijkste puntje van de linker Maasoever van Maastricht dateert van kort na 1358, toen het kapittel van Sint-Servaas en de pastoor van de Sint-Matthijskerk toestemming gaven voor de bouw van het godshuis. Er was op deze of een zeer nabij gelegen plek in 1361 al sprake van een 'hof van de heren van de Biesen', waarmee wellicht een refugiehuis werd bedoeld van de landcommanderij Alden Biesen (in het op 15 kilometer van Maastricht gelegen Bilzen-Rijkhoven). Het Maastrichtse refugiehuis zou daarmee het derde in de balije zijn geweest, na Luik (1254) en Aken (1322).
Qua bezetting was het ridderlijke klooster niet groot. Het aantal priesters was nooit hoger dan 10; het aantal ridders meestal kleiner. Daarnaast woonden er novicen, koorknapen, een leraar, een zangmeester, een organist, een keukenmeester, een kok, een portier, een tuinman en ander dienstpersoneel. Het geheel stond onder leiding van een commandeur. De eerste met name bekende commandeur van Nieuwen Biesen was in 1390 Robert van Virneburg, die eerder commandeur te Gemert was geweest. Johan van Gheysbach was commandeur van 1399 tot 1412. Tijdens zijn bewind werd de commanderij in 1411 door brand verwoest. Zijn opvolger was in 1412 Martijn van Gürzenich, maar het lijkt de landcommandeur Ivan van Cortenbach te zijn die de herbouw van de Maastrichtse commanderij leidde.

### Eerste bloeiperiode (ca. 1420-1576)
Nieuwen Biesen groeide al snel uit tot het belangrijkste administratieve centrum van de balije Biesen, de Maas-Rijnlandse balije van de Duitse ridders. Al vanaf omstreeks 1360 werd het de voornaamste verblijfplaats van de landcommandeurs van Alden Biesen, die Maastricht vaak verkozen boven Bilzen. Vanaf het einde van de veertiende eeuw vonden hier regelmatig de vergaderingen van het kapittel plaats, dat bestond uit tien of twaalf commandeurs. In de zestiende eeuw vonden vrijwel alle kapittelvergaderingen in Maastricht plaats. Tevens was in deze commanderij een priesterconvent gevestigd (na 1600 alleen nog het noviciaat) en vond hier regelmatig, maar niet exclusief, de installatie van nieuwe ridders plaats.

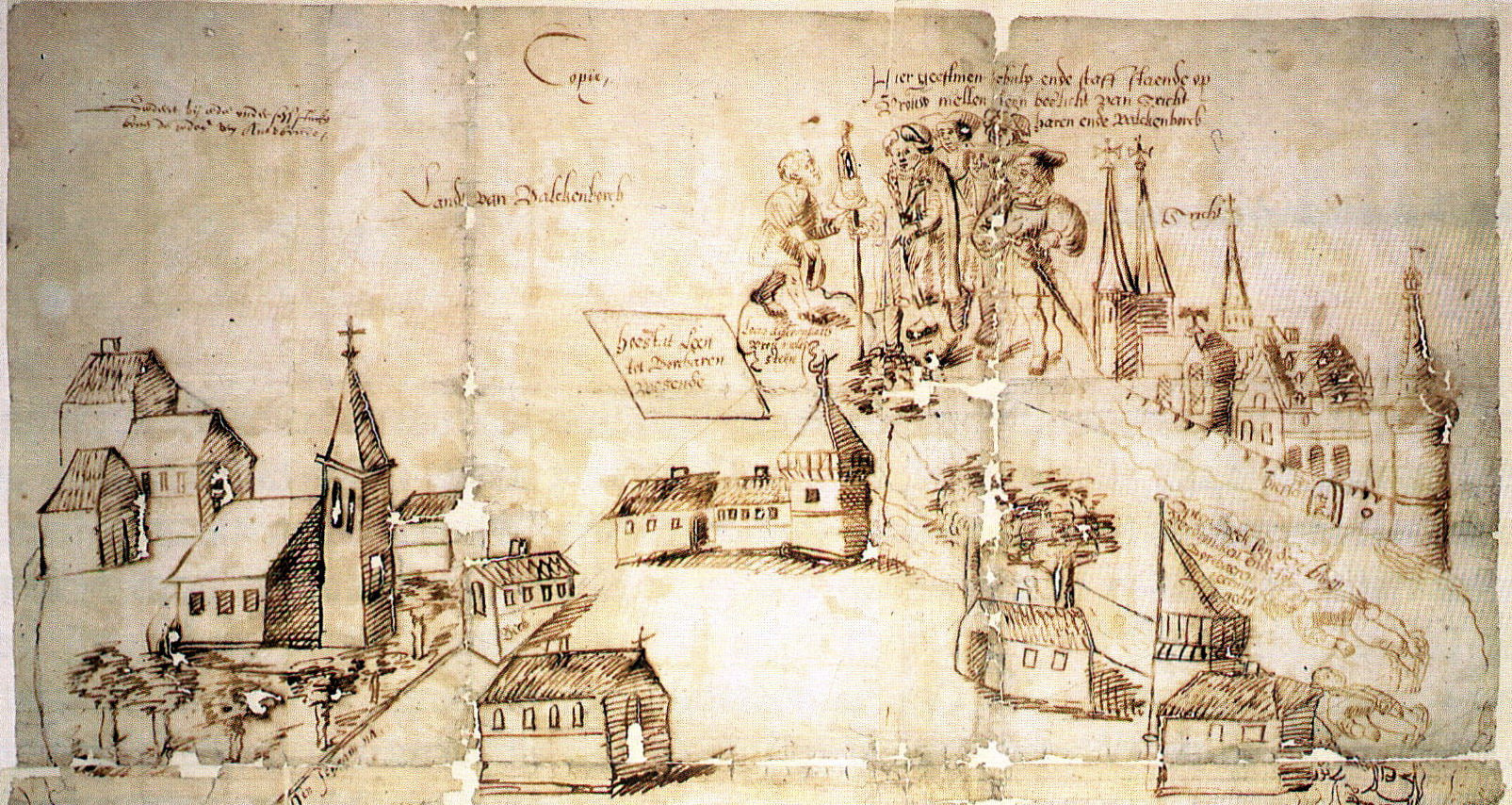
Oudste tekening (ca. 1528) met rechts de commanderij Nieuwen Biesen

De commanderij Nieuwen Biesen van de Duitse Orde nam onder de Maastrichtse kloosters een vooraanstaande positie in, qua aanzien te vergelijken met de twee kapittels. Hoewel lang niet alle bewoners van de Nieuwen Biesen van adel waren, gaven de aanwezige ridders het klooster extra statuur. Ook beschikte de commanderij over belangrijke bezittingen en privileges, in en buiten de stad. Het is dan ook niet verwonderlijk dat de Bourgondische hertog Karel de Stoute (1473) en keizer Maximiliaan I (1494) hier logeerden en dat ook de prins-bisschoppen van Luik regelmatig bij de heren van de Duitse Orde verbleven, onder anderen Jan van Beieren (in 1403 en 1406), Everhard van der Marck (1532, 1534) en Cornelis van Bergen (1538).
Ook het feitelijk fungeren als landcommanderij gaf de Maastrichtse vestiging status. Maastricht was weliswaar niet de officiële landcommanderij in het Maas-Rijngebied (dat bleef Alden Biesen), maar in de praktijk resideerden de landcommandeurs meestal in Maastricht. Hier was een tijd lang ook de priesteropleiding voor de hele balije gevestigd. Commandeurs van Nieuwen Biesen in deze periode waren: Albrecht van Meerwijck (1425-26), Gosewijn van Hulsberg (1432), Nicolaas van der Dusen (1437-38; vanaf 1460 landcommandeur), Willem van Tzevel/van 't Zievel (1440-54), Johan van den Beelde (1462), Claes Goertz (1467), Johan van Herck (1477-79; vanaf 1484 landcommandeur) en Augustijn Proenen (1520). Hierna worden geen Maastrichtse commandeurs meer vermeld en lijken de landcommandeurs die rol te hebben overgenomen.

### Verwoesting en heropbouw (1576-ca. 1600)
In 1576, tijdens de Spaanse Furie, en in 1579, tijdens het beleg van Maastricht, werd de commanderij grotendeels vernield. Al in de jaren daarvoor hadden de gebouwen zwaar te lijden van gedwongen inkwartiering van ruiters, lans- en voetknechten, zodanig dat de ordeleden vertrokken. Ook de kerk werd geplunderd, hoewel deze gespaard bleef voor het vuur. Volgens de landcommandeur waren de verwoestingen meer te wijten aan de Maastrichtenaren dan aan de Spanjaarden.
In 1586 gaf het Maastrichtse stadsbestuur toestemming tot herbouw van de commanderij, die in de jaren daarna onder landcommandeur Van Ruisschenbergh gestalte kreeg. Vanaf die tijd staat tevens vast dat de commanderij fungeerde als centrale archiefbewaarplaats voor de balije.

### Nabloei (ca. 1600-1794)
Uit 1618 is een oorkonde bewaard gebleven waarin de grootmeester van de Duitse Orde, Leopold Willem van Oostenrijk, aan de landcommandeur, Edmond Huyn van Amstenrade, opdracht geeft de commanderij te Maastricht te verlaten en zich opnieuw te Alden Biesen te vestigen, een opdracht die ook al aan Huyns voorganger was gegeven en waaraan waarschijnlijk geen gehoor werd gegeven.
In 1632, na de Verovering van Maastricht door Frederik Hendrik, vonden in de commanderij onderhandelingen plaats tussen afgevaardigden uit de Noordelijke en Zuidelijke Nederlanden. Een van de gezanten was de schilder Pieter Paul Rubens.
Na de Slag bij Lafelt werd Maastricht in 1748 door de troepen kan Lodewijk XV van Frankrijk belegerd en raakte de vlak bij de vestingmuren gelegen commanderij opnieuw zwaar beschadigd. Uit het feit dat in de beschrijving van de oorlogsschade gesproken wordt over het appartement van de landcommandeur, kan afgeleid worden dat deze nog regelmatig in Maastricht resideerde.
In 1750 vond voor het laatst een inkleding van een nieuwe ridder van de Duitse Orde plaats in Maastricht. Na 1758 vonden de kapittelvergaderingen vrijwel uitsluitend in Alden Biesen plaats. In 1779 meldde de Maastrichtse historicus Bachiene dat de landcommandeur zich nog maar zelden liet zien en dat het gebouw, op vijf geestelijken en enkele anderen na, leegstond. In 1783 werd het gehele complex opgemeten en nauwkeurig in kaart gebracht door de landmeter Joannes Schütgens.

### Lijst van commandeurs, ridders en priesters
- 1405-1434 Ivan van Cortenbach (landcommandeur balije Biesen)
- 1425-1426 Albrecht van Meerwijck (commandeur)
- 1432 Gosewijn van Hulsberg (commandeur)
- ca. 1435 Gerard de Liers (ridder?)[noot 2]
- 1437-1438 Nicolaas van der Dusen (commandeur; vanaf 1460 landcommandeur)
- 1440-1454 Willem van Tzevel (commandeur) in 1484[11] ook in Bekkevoort
- 1462 Johan van den Beelde (commandeur)
- 1467 Claes Goertz (commandeur)
- 1477-1478 Johan van Herck (commandeur; vanaf 1484 landcommandeur)
- in 1479[12] Librecht Hoen van Cartils
- 1520 Augustijn Proenen (commandeur)
- 1643 Georgius Morberius (priester, sacrista)[10]
- 1658-1690 Edmond Godfried van Bocholtz (landcommandeur balije Biesen)
- 1658 Thomas Verfort (priester)[noot 3]

### Opheffing en verkoop gronden (1794-1824)
Bij de mislukte belegering van 1793 door de troepen van de Eerste Franse Republiek onder leiding van Francisco de Miranda liep de vlak bij de stadswallen gelegen commanderij zware schade op. Vanwege de aanhoudende oorlogsdreiging besloten veel Maastrichtenaren, waaronder veel adellijken, hoger geplaatste geestelijken en émigrés, de stad te verlaten, zo ook de bewoners van de Nieuwen Biesen. Een groot deel van het centrale archief van de balije Biesen was in opdracht van landcommandeur Von Reisenach in Duitsland in veiligheid gebracht, evenals de kerkschat en andere kunstvoorwerpen.
Eind 1794 kwamen de Fransen terug en werd het leegstaande gebouw bij de zware bombardementen in brand geschoten (beleg van Maastricht door Kléber). Het naastgelegen Antonietenklooster liep eveneens schade op, maar was al in 1783 opgeheven. Op 8 november 1795 werden alle kapittels en ridderorden, dus ook de Duitse Orde, door de Fransen opgeheven. Het Biesenterrein werd door de Franse overheid in beslag genomen, waarna openbare verkoop van de roerende en onroerende goederen volgde.
In 1797 werd het meest zuidelijke perceel van de Biesenboomgaard verkocht aan de ex-grauwzuster Catharina Dekkers voor 20.000 livres, vijf maal de geschatte opbrengst. In 1800 werd de rest van het terrein, inclusief de ruïneuze gebouwen, voor 1750 frank verkocht aan notaris J.Th. van Gulpen. Deze handelde ook namens de paardenpostmeester N. Bonhomme en de tabaksfabrikant P.F. de Ceuleneer; ieder kocht 1/3 deel. Van Gulpen en De Ceuleneer verkochten een jaar later hun perceel of een deel daarvan. Een van de nieuwe eigenaren was de leerlooier Lucas Nijpels, die op het terrein een ommuurde Engelse tuin liet inrichten door de architect Mathias Soiron.

### Bassin en papierfabriek (na 1824)

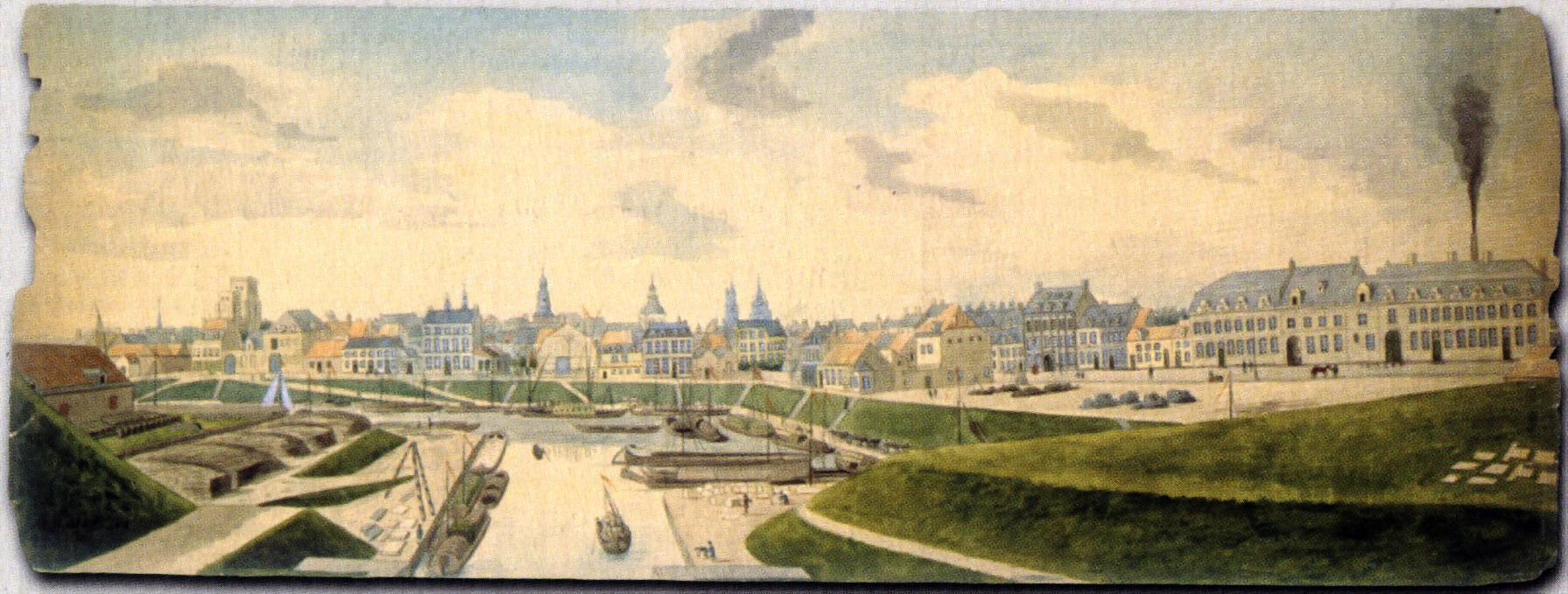
Het Bassin en omgeving aan het begin van de industriële expansie (Ph. v. Gulpen, 1848)

In 1824 werd een deel van het voormalige commanderijterrein afgegraven voor de aanleg van de Zuid-Willemsvaart, het Bassin en bijbehorende sluizen. De weduwe Bonhomme behield een deel van haar perceel met daarop een huis aan de Biesenwal. Een ander deel was toen in handen van de brouwer N.A. Bosch, eigenaar van Stoombierbrouwerij De Keyzer. Wanneer de laatste resten van de commanderijgebouwen zijn gesloopt is niet bekend.
Het oostelijk deel van de Biesenboomgaard bleef vanaf 1795 rijksgrond. Hier werd in 1827 een affuitenloods gebouwd (die nog altijd bestaat). In 1845 werd op het Biesenbastion een cenotaaf opgericht voor de laatste gouverneur van Maastricht, Andries Jan Jacob des Tombe. In 1925 werd het monument in verband met uitbreiding van de papierfabriek verplaatst naar het Waldeckpark. De papierfabriek van Lhoest, Weustenraedt & Cie was in 1850 opgericht. In 1851 verrezen de eerste fabrieksgebouwen. In 1859 kwam het nog bestaande hoge witte pand aan het Bassin ('t  "lommelefebrik") gereed;  twee jaar later de haaks daarop gebouwde noord-zuidvleugel.

## Beschrijving gebouwen

### Laat-middeleeuwse commanderij
De oudste afbeelding van de Maastrichtse commanderij en de bijbehorende kloosterkapel is niet meer dan een vlugge schets behorende bij de processtukken aangaande een conflict tussen Borgharen en Valkenburg omstreeks 1500. Hierop is de rivier de Maas te zien met het Schonenvaardersbolwerk, het meest noordelijke puntje van de vesting Maastricht, en daarnaast een onduidelijk gebouwencomplex dat de Nieuwen Biesen moet voorstellen. De na 1411 heropgebouwde commanderij is vrij gedetailleerd afgebeeld op het stadspanorama van Simon de Bellomonte uit omstreeks 1570. Een ongedateerde tekening van Pieter Stevens de Jonge (ca. 1567-ca. 1624) bevestigt dit beeld. De laat-middeleeuwse commanderij was een langgerekt gebouw met traptorens en spietorens. In het rechthoekige gebouw was een zware, donjonachtige toren met een hoge torenspits en spietorentjes opgenomen, wellicht een overblijfsel van een veertiende-eeuwse verdedigingstoren, gebouwd in een tijd dat dit deel van de stad nog buiten de tweede middeleeuwse omwalling lag. Tezamen met de nabije Schonenvaarderstoren, later verbouwd tot Biesenbastion, moet de commanderij een zeer weerbare indruk hebben gemaakt.

### Commanderijgebouwen na 1586
De na 1586 herbouwde commanderij is vrij nauwkeurig weergegeven op een ets van Romeyn de Hooghe uit omstreeks 1700, afgebeeld aan het begin van dit artikel. De ets toont alle commanderijen in het Maas-Rijngebieden; de landcommanderij Alden Biesen en de tien onderhorige commanderijen. Nieuwen Biesen staat als eerste commanderij linksboven op de ets afgebeeld. Een gedetailleerde plattegrond van het complex uit 1783 bevindt zich in het archief van de Duitse Orde in Wenen. Het complex is ook afgebeeld op de maquette van Maastricht, zowel op de originele maquette (uit ca. 1750) in het Museum voor Schone Kunsten in Rijsel, als op de Maastrichtse kopie in het Centre Céramique. Een andere maquette werd speciaal voor de tentoonstelling Nieuwen Biesen in Alden Biesen vervaardigd. Van de Maastrichtse tekenaar Philippe van Gulpen zijn verschillende tekeningen van het Nieuwen Biesencomplex bekend, maar deze zijn alle gebaseerd op het eerdergenoemde stadspanorama van Simon de Bellomonte en hebben daardoor weinig historische waarde. Ook van de negentiende-eeuwse kunstenaar-oudheidkundige Alexander Schaepkens is een aquarel van de Nieuwen Biesen bekend, geïnspireerd door hetzelfde stadspanorama. Van Gulpen (1792-1862) en Schaepkens (1815-1899) kunnen de ruïne van de commanderij hooguit als kind gezien hebben. Interessant is dat de oom van Philippe van Gulpen, notaris Theodoor van Gulpen, in 1800 een van de kopers van het Nieuwen Biesenterrein was.
Het beeld van de commanderij dat uit deze tekeningen, plattegronden en maquettes naar voren komt is dat van een min of meer carrévormig complex met diverse aanbouwen. Het gebouw bestond uit vijf vleugels met enkele bescheiden torens, waartussen fraaie tuinen waren aangelegd. Ten westen van de commanderij lag de Biesenboomgaard, die zich uitstrekte tot aan de Boschstraat. Een boedellijst uit 1749 geeft een indruk van de luisterrijke inrichting met onder andere een vijftiental staatsieportretten van landcommandeurs en grootmeesters, diverse andere schilderijen, een landkaart, wandtapijten en beelden.

### Kloosterkerk en convent
De vrijstaande kloosterkerk werd waarschijnlijk kort na 1382 gebouwd. De kerk, die geestelijk onderhorig was aan de nabije parochiekerk van Sint-Matthijs, was toegewijd aan Onze Lieve Vrouw. Verder werden er het Heilig Sacrament, de heilige Elisabeth van Hongarije en Sint-Joris vereerd. De kerk, die de diverse belegeringen van Maastricht - tot 1794 - wonderwel doorstond, was de grootste en belangrijkste ordenskerk binnen de balije Biesen en vormde de laatste rustplaats van diverse landcommandeurs en andere ridders.
De kerk bestond uit een eenbeukig schip met vier traveeën, een bescheiden transept en een ruim priesterkoor met drie traveeën en een polygonale apsis. Op de kruising stond een dakruiter. Verder had de kerk, zoals de meeste kloosterkerken, geen torens. Het interieur was gedekt door kruisribgewelven, die aan de buitenkant gesteund werden door steunberen. De overgeleverde tekeningen geven het beeld van een kloosterkerk in de eenvoudige, streekeigen stijl van de Maasgotiek.
De kerk was toegankelijk voor bezoekers via een poort aan de Biesenstraat. Vlak bij de poort, tegen de westgevel van de kerk, stond het Capucinen Stübchen, waar de Maastrichtse bedelorden (kapucijnen, dominicanen en augustijnen) driemaal per week hun aalmoes konden afhalen. Aansluitend aan de kerk bevond zich de kruisgang, waaromheen de gebouwen van het priesterconvent gegroepeerd waren. Hier woonden de niet-adellijke leden van de gemeenschap onder leiding van de ordenspriester of "sacrist". Ook deze gebouwen kwamen relatief ongeschonden uit het beleg van 1579.

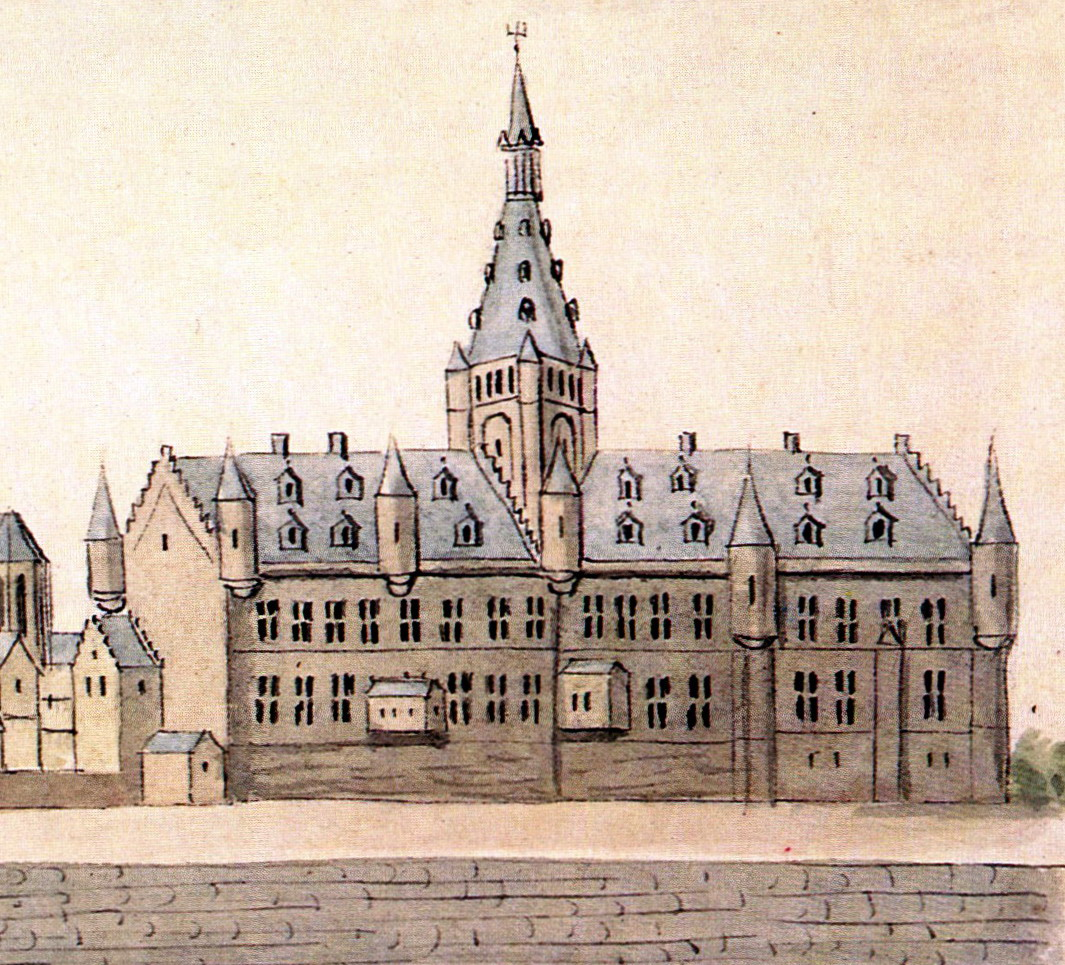
16e-eeuwse commanderij (reconstructie Ph. v. Gulpen)
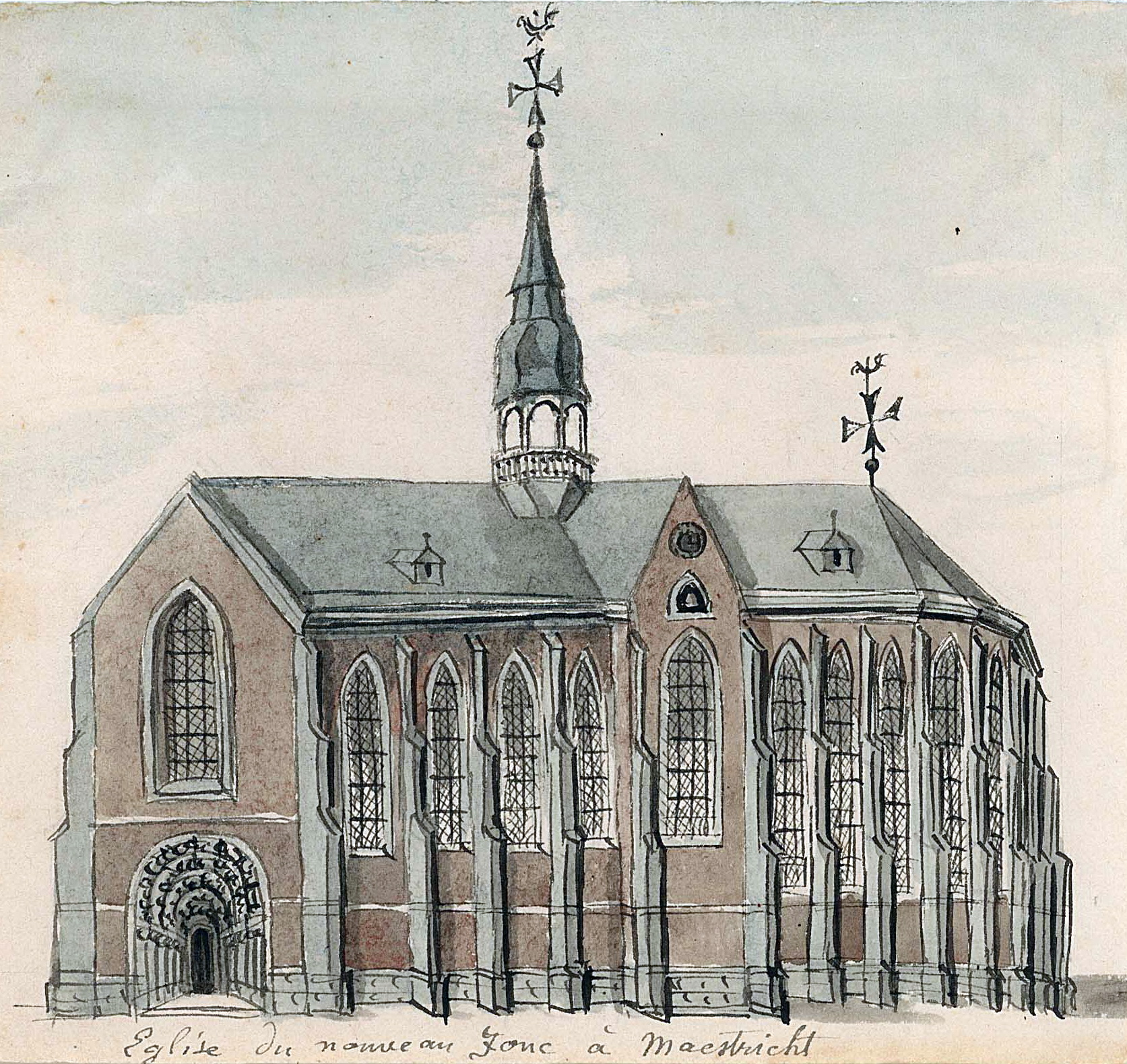
Middeleeuwse kloosterkerk (reconstructie Ph. v. Gulpen)
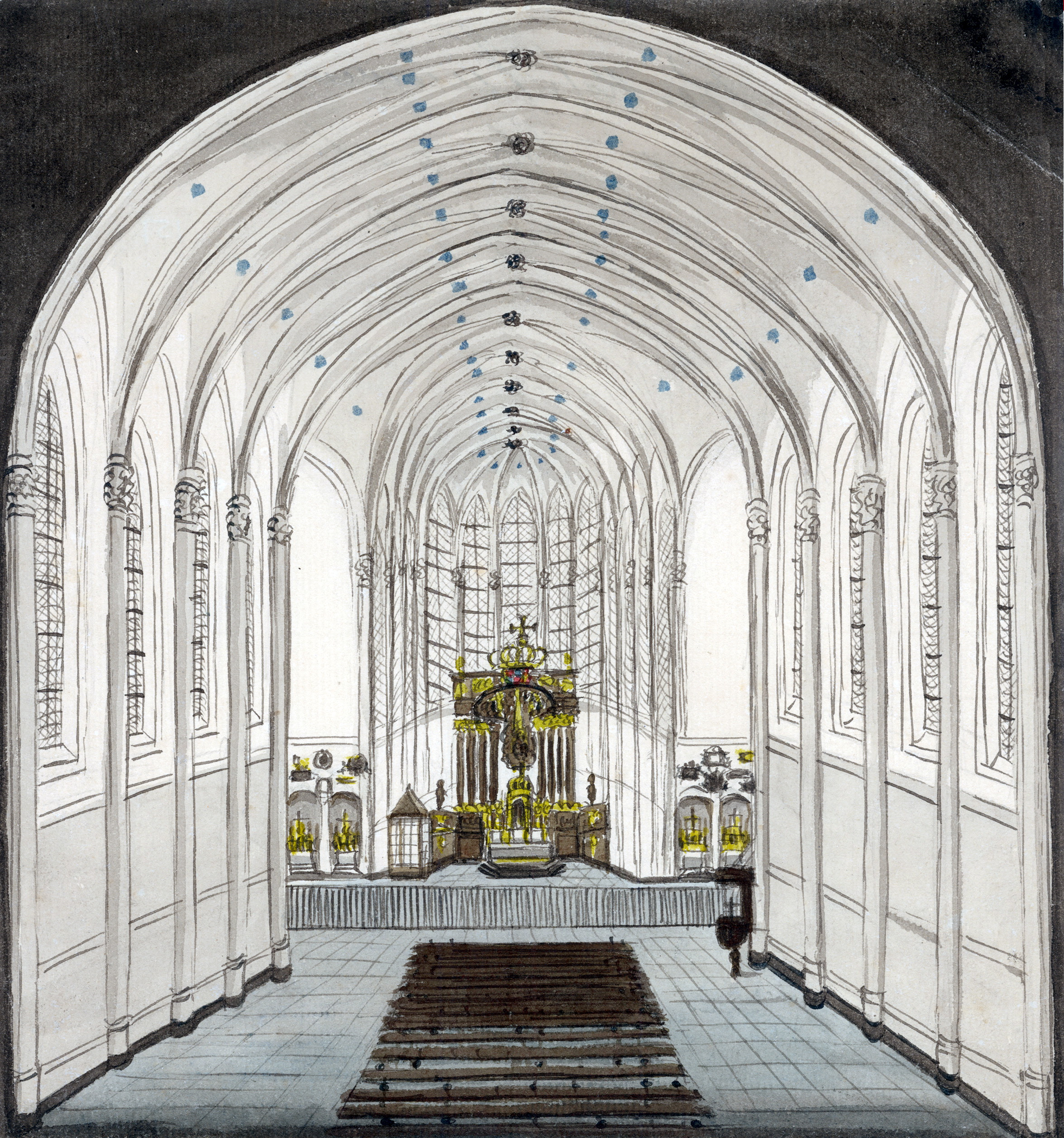
Interieur kloosterkerk (reconstructie Ph. v. Gulpen)
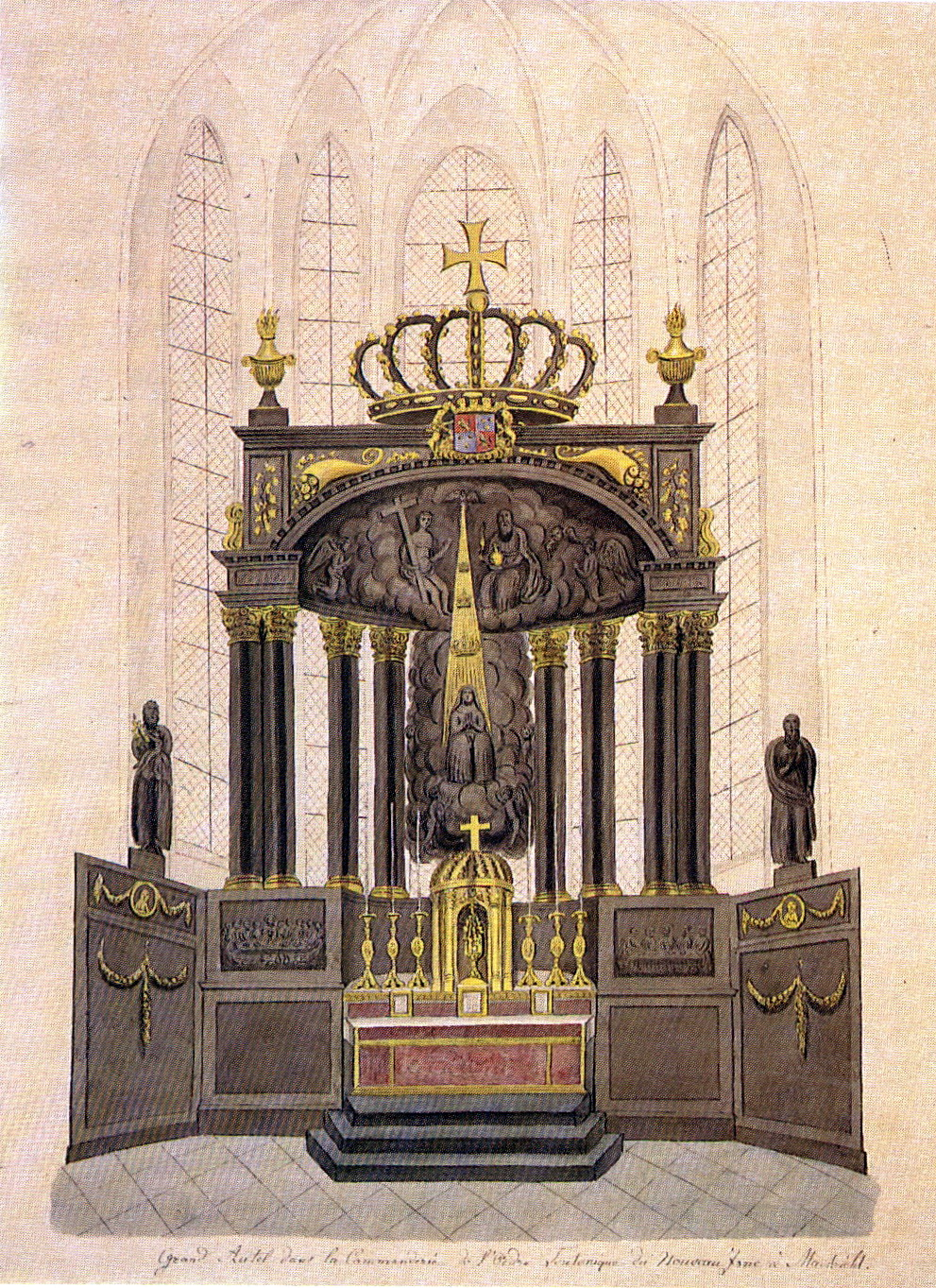
Barok hoofdaltaar (reconstructie Ph. v. Gulpen)

## Erfgoed
Op het Nieuwen Biesenterrein resteert niets meer van de oude commanderijgebouwen. Geopperd is dat een bakstenen muur met getoogde, hardstenen vensteromlijstingen in een van de oudere gebouwen van de papierfabriek KNP achttiende-eeuws zou zijn, maar deze visie wordt door anderen bestreden. De muur zou onderdeel zijn geweest van de grote commanderijzaal en zou later als tuinmuur in een tuinontwerp van Mathias Soiron hergebruikt zijn. Op en rondom het terrein van de Sappi-papierfabriek herinneren thans slechts enkele straatnamen aan de commanderij: Biesenwal, Biesenweg en Commandeurslaan. In Limmel bevindt zich de Balijeweg.
Van de rijke inboedel van de commanderij bleef vrijwel niets bewaard. In 1872 werd op het terrein van de papierfabriek een zilveren beeld gevonden van een ridder te paard. Van het beeld is geen spoor meer te vinden. Wellicht zijn bij de komst van de Fransen enkele van de in 1749 aanwezige schilderijen (zie hierboven) tijdig overgebracht naar de commanderij Alden Biesen, die ook nu nog een rijke inrichting kent. De landcommanderij bezit diverse schilderijen van de zeventiende-eeuwse Luikse schilder Walthère Damery, waaronder een Heilige Madonna van de Rozenkrans en Sint-Dominicus met het portret van de donor, de in Maastricht residerende landcommandeur Edmond Godfried van Bocholtz. Mogelijk zijn enkele waardevolle voorwerpen uit de kerkinventaris van Nieuwen Biesen terechtgekomen in de schatkamer van het Deutschordenshaus in Wenen, zoals dat gebeurd is bij veel opgeheven commanderijen. Een verluchte bijbel uit omstreeks 1300 werd in de negentiende eeuw in drie delen - en deels losbladig - verkocht. Het eerste deel van het Oude Testament verdween spoorloos; het tweede deel is deels bewaard gebleven in de collecties van de British Library en het Victoria and Albert Museum, beide in Londen. Het Nieuwe Testament kwam in zijn geheel terecht in de bibliotheek van Keble College, Oxford.
Het balijearchief maakte na 1794 een ware zwerftocht via Bremen, Münster en Sachsenhausen naar Mergentheim, vanwaar in 1854 een deel in het Deutschordens-Zentralarchiv in Wenen belandde. Hier bevinden zich thans de belangrijkste oorkonden en cartularia. Een ander deel kwam terecht in het Staatsarchiv in Düsseldorf. In 1926 vond een archievenruil plaats, waarbij de voor Nederland en België interessante stukken verhuisden naar het Rijksarchief in Maastricht (tegenwoordig Historisch Centrum Limburg). Door een tweede uitruil in 1953 belandden de archieven van Alden Biesen in het Rijksarchief in Hasselt. De minder belangrijk geachte archiefstukken waren in 1794 om praktische redenen in Maastricht achtergebleven en konden ternauwernood uit de kelders van de brandende commanderij gered worden. Na de inbeslagname door de Fransen werden ze overgebracht naar het centrale archiefdepot in de proosdij van Sint-Servaas. Een schiftingscommissie haalde hieruit de voor de Fransen meest interessante documenten (met name de stukken die betrekking hadden op eigendomsrechten van onroerende goederen), waarna de rest, 155 stapels van elk een halve meter hoog, als oud papier van de hand werd gedaan.
In de Maastrichtse buurt Limmel ligt kasteel Bethlehem, dat omstreeks 1500 in bezit van de Duitse ridders kwam en dat aansluitend werd verbouwd en uitgebreid. Van 1690 tot 1707 bewoonde landcommandeur Hendrik van Wassenaar Warmond het vrijwel permanent. Zijn wapen, gecombineerd met dat van de Duitse Orde, siert nog altijd de schouw van een torenkamer. De barokke Sint-Antoniuskapel op Slavante (Sint-Pietersberg) draagt het wapenschild van de schenker, de eerder vermelde landcommandeur Edmond Godfried van Bocholtz. 
De Duitse ridders bezaten vanouds het patronaatsrecht van de parochie van Vroenhoven-Wolder en het aanpalend gelegen Montenaken (nu België). Als tegenprestatie voor het ontvangen van de grote tiende, zorgde de landcommandeur voor het onderhoud van het kerkgebouw, de kerkklokken en de liturgiebenodigdheden. De oorspronkelijk aan de evangelist Marcus gewijde kerk van Wolder werd eind negentiende eeuw vervangen door de huidige Sint-Petrus-en-Pauluskerk. Aan de ridders van de Duitse Orde herinnert daar niets meer. 

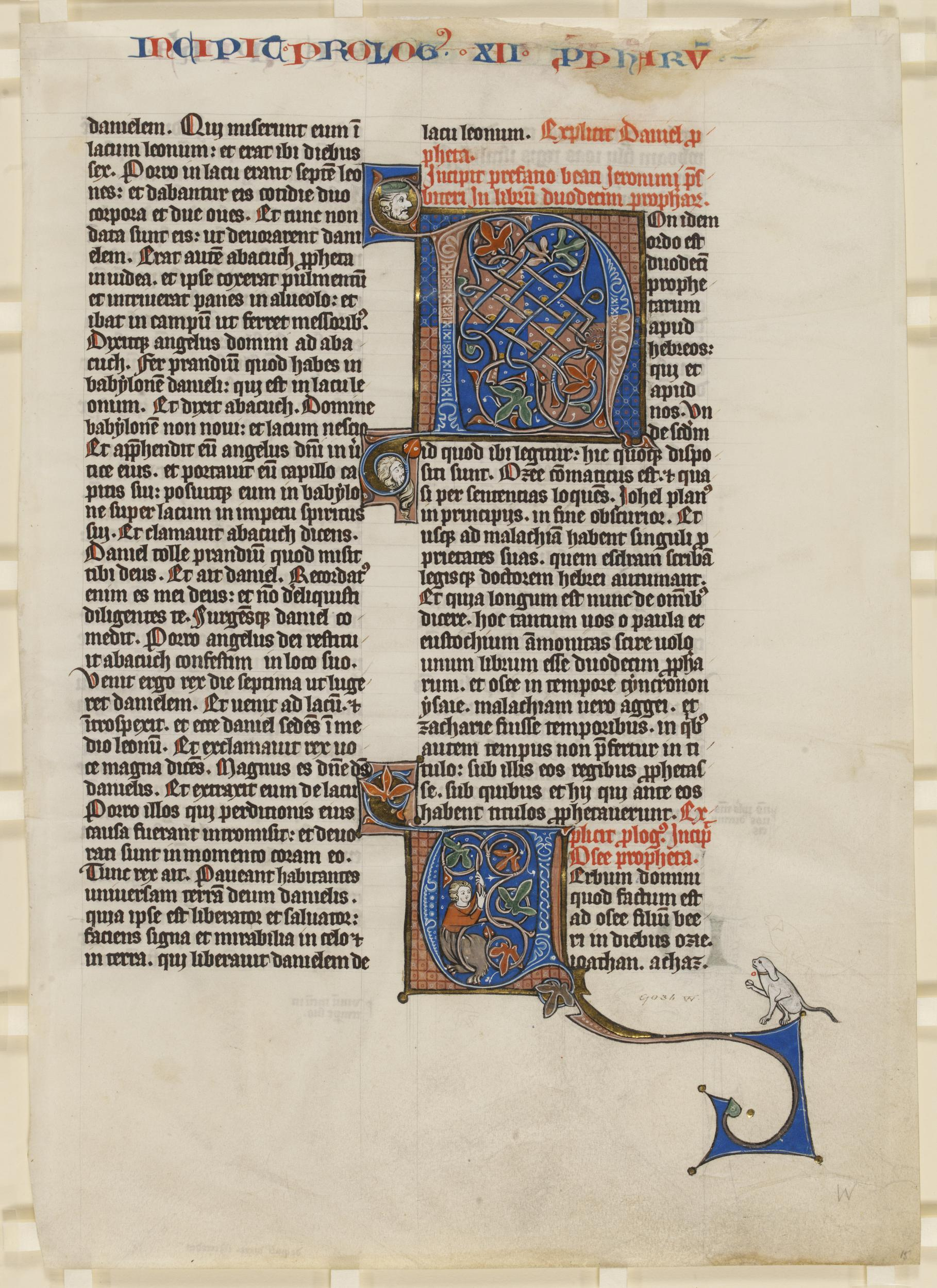
Bijbelblad met illuminaties (ca. 1300), Victoria and Albert Museum, Londen
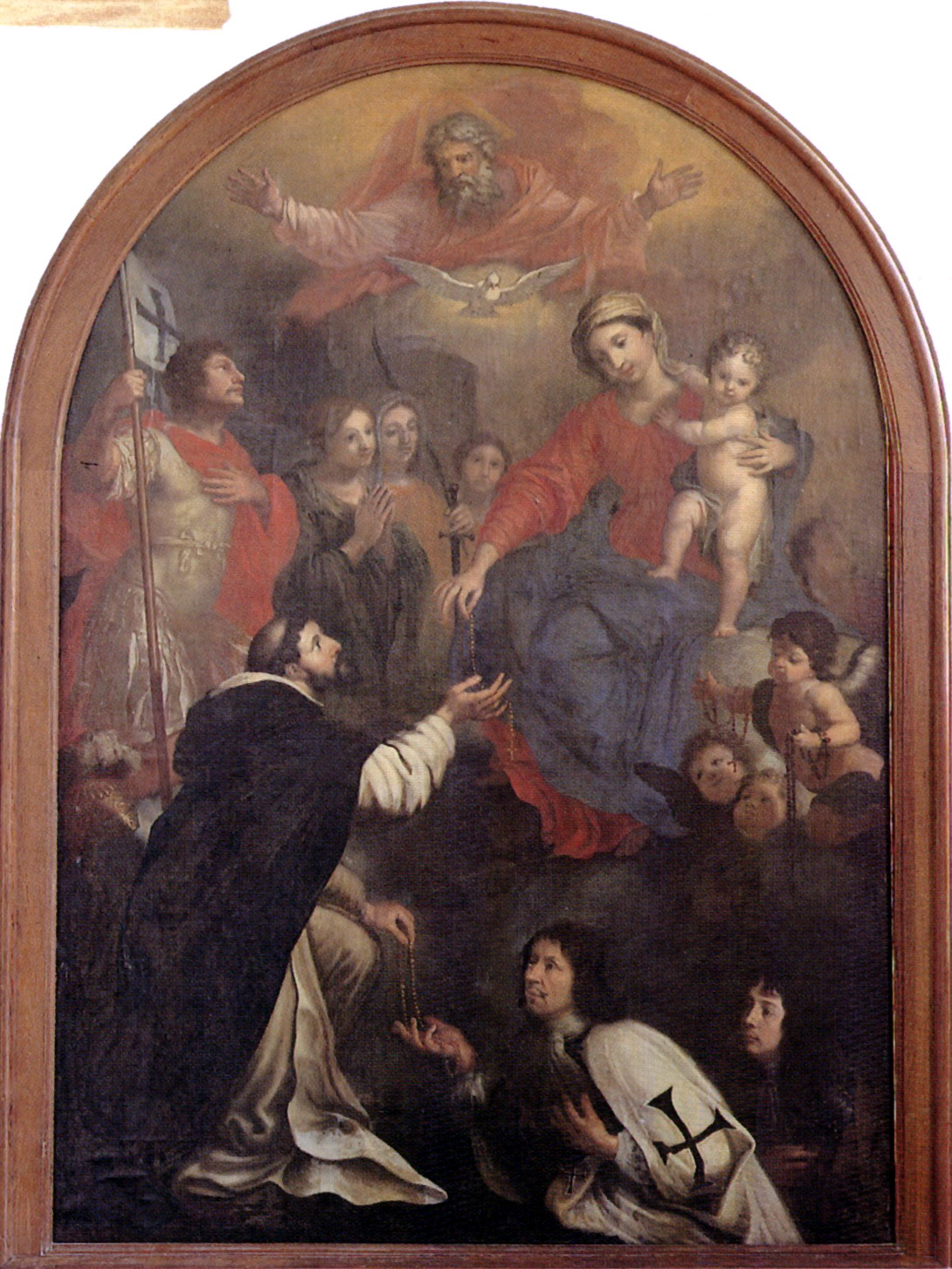
Schilderij Walthère Damery (ca. 1660-65), Alden Biesen, Bilzen
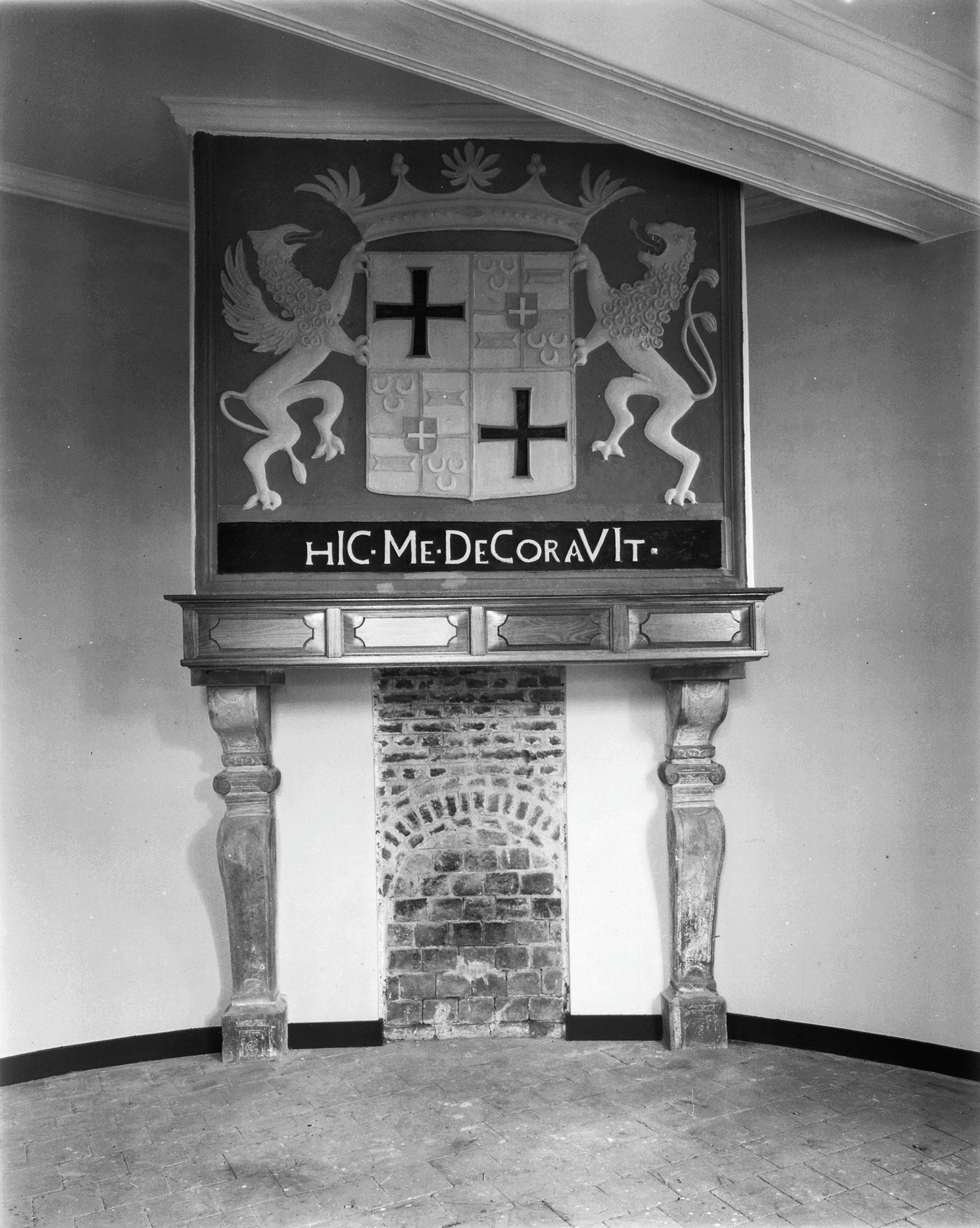
Schouw met wapen Van Wassenaar Warmond in kasteel Bethlehem
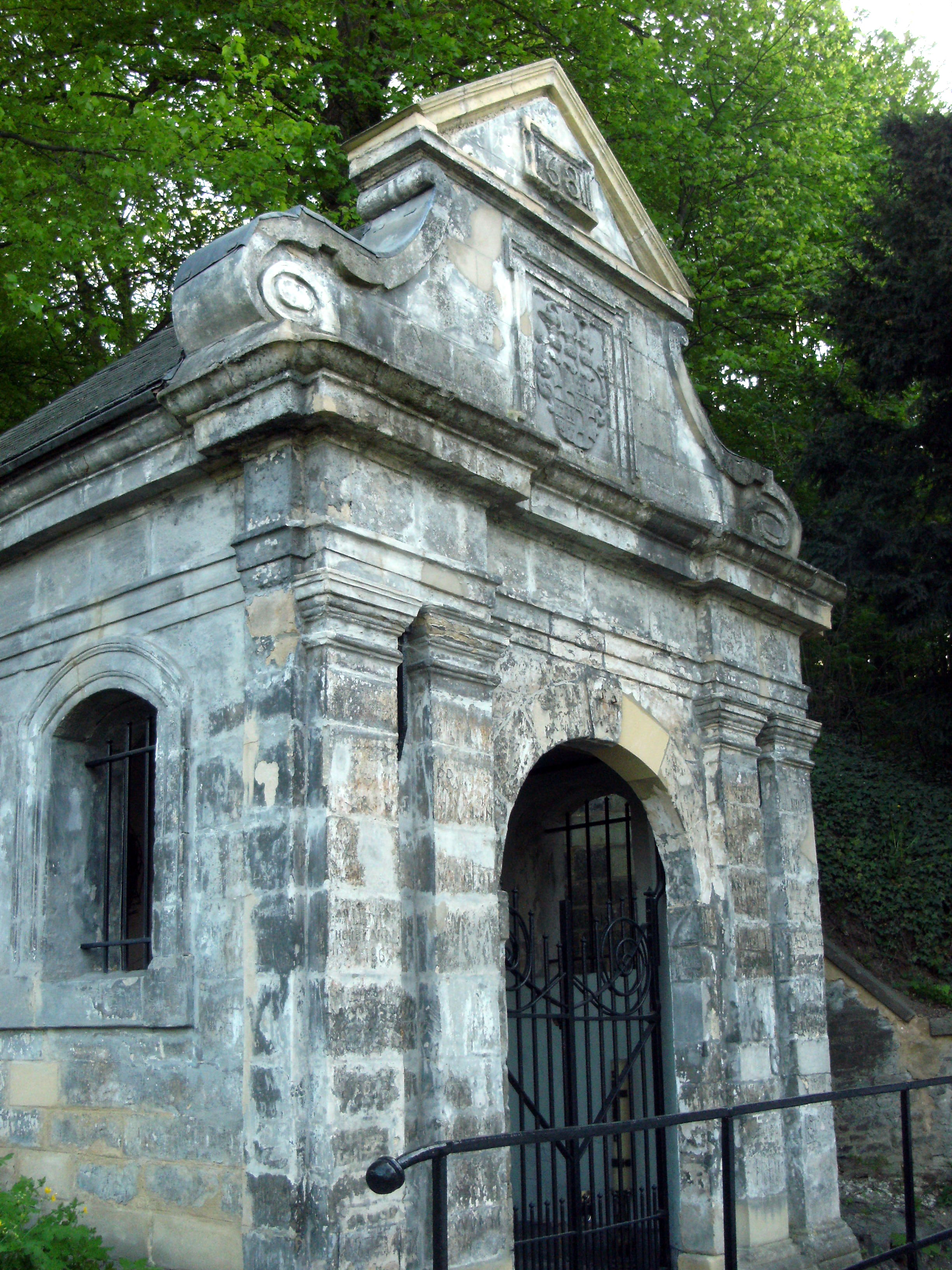
Sint-Antoniuskapel (1681) met wapensteen Van Bocholtz, Sint-Pietersberg

* betekent: niet langer in gebruik voor religieuze doeleinden; ** betekent: (deels) gesloopt, verdwenen